# Litoria wollastoni
A Litoria wollastoni a kétéltűek (Amphibia) osztályának békák (Anura) rendjébe, a Pelodryadidae családba, azon belül a Pelodryadinae alcsaládba tartozó faj.

## Előfordulása
A faj Pápua Új-Guineában és Indonézia Papua tartományában él. Természetes élőhelye a szubtrópusi vagy trópusi nedves síkvidéki erdők,
szubtrópusi vagy trópusi nedves hegyvidéki erdők, folyók, kertek, lepusztult erdők.